# El Camí del Ninja: Naruto, la pel·lícula
El Camí del Ninja: Naruto, la pel·lícula (ROAD TO NINJA -NARUTO THE MOVIE-) és una pel·lícula d'animació japonesa del 2012 basada en la sèrie de manga i anime de Masashi Kishimoto. Es va estrenar al Japó el 28 de juliol de 2012. La banda Asian Kung-Fu Generation va interpretar el tema principal "Sore de wa, Mata Ashita" (それでは、また明日). Tant el CD senzill com la banda sonora de la pel·lícula es van publicar el 25 de juliol de 2012. Els primers 1,5 milions de persones que van veure la pel·lícula van rebre el DVD de Motion Comic: Naruto.
Es va estrenar a la plataforma AnimeBox el 7 de juliol de 2023 amb doblatge i subtítols en català.

## Argument
Fa temps, un misteriós ninja emmascarat va alliberar la Guineu de Nou Cues a la Vila de la Fulla, sembrant el caos i la destrucció. Afortunadament, el Quart Hokage, en Minato Namikaze, i la seva dona, la Kushina Uzumaki, van aconseguir segellar la bèstia dins el seu fill nounat, en Naruto, per a salvar a la Vila i frustrar el pla del malvat ninja. Anys després, en Naruto i els seus amics foragiten amb èxit els terribles Akatsuki, que han ressuscitat misteriosament. En tornar a la vila, els joves ninges reben els elogis dels seus pares per la gesta, la qual cosa fa pensar en Naruto en com seria tenir els seus pares amb ell. De sobte, apareix davant ell el mateix ninja emmascarat que va matar els seus pares.